# Anthony Strong
Anthony Strong (nacido el 29 de octubre de 1984) es un cantante, pianista y compositor inglés de Jazz. 

## Infancia
Strong nació en Croydon, hijo de Pat y Roger, y se educó en Whitgift School, la Royal Academy of Music, Purcell School y The Guildhall School of Music and Drama, donde estudió un grado (Bachelor of Music) en piano de Jazz.

## Carrera musical
Durante sus últimos años como estudiante de música, Strong adquirió reputación como acompañante y músico de estudio, trabajando con Charlotte Church, Michael Bolton, Marti Pellow, y Jocelyn Brown, y apareciendo con regularidad en programas de televisión.
En 2009, Strong grabó su álbum debut: Guaranteed!, escrito junto a Guy Mathers y Jamie Pullen y presentando ocho canciones originales y una versión de "I Won't Dance", con participaciones de la cantante Natalie Williams, el vibrafonista Lewis Wright y el baterista Tom Farmer de Empirical. El álbum fue alabado por Sir Michael Parkinson en la BBC Radio 2 ("Pienso que tiene verdadero talento, este chico…") y por Bob Sinfield en Jazz FM.
En 2011, apareció en Friday Night Is Music Night con actores de la Royal Shakespeare Company y en el especial de Nochevieja de la BBC Radio 2 en el Hotel Savoy, donde tocó "Baby, It's Cold Outside" en duo con Paloma Faith. Fue el pianista para Adrien Brody en el anuncio de la Super Bowl de 2011 de Stella Artois, "Crying Jean". Strong también asumió el papel de suplente como Jerry Lee Lewis en el musical del West End "Million Dollar Quartet",. En este periodo lanzó su segundo trabajo, Delovely, un cinco pistas de clásicos con una canción original de Strong y Mathers, "Going Nowhere". Las canciones de Strong y Mathers se publican de manera ocasional en Areté.
En 2012 Strong lanzó Laughing in Rhythm (un duo con la actriz Jessica Hynes para la ONG "Children in Need"), realizó una gira por 25 ciudades europeas y actuó en el programa de la televisión alemana Harald Schmidt Show. Se le asocia especialmente con la ciudad de París, donde tocó junto a BB King en Le Grand Rex y realizó doce actuaciones en Le Duc des Lombards.
En enero de 2013, se anunció que había firmado un contrato con el sello parisino Naïve Records, y publicó Stepping Out en primavera de 2013. Tras el lanzamiento en Londres, el periódico británico Metro alabó a Strong como "un nuevo gran talento" y, en Francia, apareció en el diario nacional Le Figaro. Tras una actuación en el programa matutino MorgenMagazin, Stepping Out alcanzó el Número 1 en los listados de jazz en iTunes y Amazon en Alemania.
En 2015, publicó su nuevo álbum On a Clear Day.